# Agrilus arisanus
Agrilus arisanus es una especie de insecto del género Agrilus, familia Buprestidae, orden Coleoptera.
Fue descrita científicamente por Miwa & Chûjô, 1940.